# Дела семейные
«Дела семейные» (англ. Family Matters) — американский комедийный телесериал, который транслировался на ABC с 22 сентября 1989 по 9 мая 1997 года, а затем переехал на CBS, где выходил с 19 сентября 1997 по 17 июля 1998 года. Спин-офф ситкома «Идеальные незнакомцы», шоу изначально фокусировалось вокруг афроамериканской семьи Уинслоу из среднего класса, живущей в Чикаго, штат Иллинойс. В середине первого сезона в ситком был введен сосед-ботаник Стив Аркел (Джалил Уайт), который впоследствии стал центральным персонажем для последующих восьми сезонов.
Ситком транслировался на ABC в рамках пятничного блока TGIF. В начале 1997 года CBS приобрел шоу вместе с другим ситкомом ABC «Шаг за шагом» за $ 40 млн, после того как между продюсерами Family Matters и владельцем ABC, The Walt Disney Company, возникла напряженность из-за будущего сериала. Осенью того же года сериал начал транслироваться на CBS в новом пятничном блоке, прямо конкурирующем с TGIF. Блок провалился и канал закрыл сериал в следующем году.
В период своей трансляции, Family Matters имел умеренные рейтинги, оставаясь ниже годового Топ 30, за исключением сезона 1990—1991 годов. Просуществовав девять сезонов, сериал вошёл в историю телевидения как второй по продолжительности ситком после «Джефферсоны» с афроамериканским актёрским составом.